# Aeroportul Nightmute
Aeroportul Nightmute (IATA: NME, ICAO: PAGT, FAA LID: IGT) este un aeroport din Bethel Census Area⁠(d), Unorganized Borough, Alaska, Alaska, Statele Unite ale Americii ce deservește zona Nightmute⁠(d). Aeroportul a fost tranzitat în 2019 de 4.642 de pasageri. A fost numit după zona deservită.
Situat la o altitudine de 1 m, aeroportul dispune de 1 pistă. Este operat de Alaska Department of Transportation & Public Facilities⁠(d).

## Infrastructură

### Piste
Aeroportul dispune de o singură pistă. Pista 03/21 are dimensiunile 3.200 picioare × 75 picioare. 